# Herb Monachium
Herb Monachium – jeden z symboli Monachium, stolicy Bawarii i największego miasta w regionie.
Herb stolicy kraju związkowego Monachium jest używany od XIII wieku i był wielokrotnie zmieniany w trakcie historii Monachium. Obecne przedstawienia dużego i małego herbu miasta zaprojektowane przez Eduarda Ege są używane od 1957 r. Poza krótkim okresem od 1808 do 1818 r. mnich był zawsze istotną częścią herbu. Ma to związek z faktem, że nazwa miasta Monachium pochodzi od słowa Mönch (niem. mnich). Postać mnicha jest często określana jako Münchner Kindl.

Mały herb Monachium, tzw. Münchner Kindl

## Wielki herb Monachium
Wielki herb ma cechy wspólne z małym herbem Monachium. Oficjalny opis herbu brzmi następująco:
Otwarta brama w murze miejskim w kolorze cegły na srebrnym tle. Dachy wież bramnych są przepasane złotymi i czarnymi pasami. Pomiędzy dachami wież żółto-czerwony opancerzony lew w koronie skierowany w prawo. W bramie stoi mnich z czarno-złotą peleryną, twarzą w kolorze ciała, brązowymi włosami, czerwonymi butami z dziobami, trzymający w lewej ręce czerwoną księgę przysięgi, prawa ręka z trzema wyprostowanymi palcami w geście przysięgi.

## Mały herb Monachium
Na srebrnym tle tarczy mnich z czarną, pozłacaną peleryną, księgą przysięgi i butami w kolorze czerwonym, twarzą i dłońmi w kolorze cielistym.